# Гусляр (збірник)
Гусляр (біл. Гусьляр) — друга збірка Янки Купали, видана Антоном Гриневичем у жовтні 1910 року в Санкт-Петербурзі в друкарні К. Пянтковського. Рукопис був посланий автором видавцеві ще у вересні-жовтні 1908 року.

## Особливість і значення збірнику
В ідейно-творчій еволюції поета збірка займає перехідне місце між образами і мотивами революційної цілеспрямованості, що притаманні збірці «Сопілка», і більш пізніми настроями деякої розгубленості, громадянського суму періоду після поразки революції 1905–1907 років у Росії.
У збірнику поширюються мотиви загальнолюдського звучання, вперше у творчості Янки Купали з'являються рефлексивні, чисто пейзажні, по-філософськи заглиблені вірші. Слова «дух», «душа» зустрічаються ледь не в кожному вірші збірки.
Особливу роль у збірнику відіграє конструкційний образ легендарного гусляра з гуслями-самогудами. Цей образ композиційно об'єднує всі вірші збірки в єдине ціле.
Збірка «Гусляр» започаткувала філософський потік у білоруській національній ліриці. Загальнофілософські, загальнолюдського діапазону вірші «Гусляра» стверджували новаторський характер збірника, як ще одну значну ступінь у розвитку не тільки Купали-лірика, а й усієї білоруської літератури.

## Критичні відгуки
Білоруський письменник і критик Ольгерд Бульба в своїй рецензії на збірку, надрукованій в газеті «Наша Ніва» 21 жовтня 1910 року, зазначає у творах поета велике багатство фантазії, форм, настроїв, здатність гармонійно злити в одному вірші думку і почуття, здобути «рідний тон», «окремий білоруський мотив» з будь-яким проявом сучасного життя, зі спогадів і фактів історії. О. Бульба висловив глибоко оптимістичну віру у велике майбутнє Купали як національного поета:
|                  | У власних самобутніх творах Купала не має рівних собі… Вірю, що подальшою самобутньою творчою роботою Янка Купала посяде у нас одне з перших місць… |
| — Ольгерд Бульба | |

## Цікаві факти
- Збірка була видана білоруською мовою  латинським шрифтом.[1]